# Eugen Helmlé
Eugen Helmlé est un écrivain et traducteur allemand né le 7 septembre 1927 à Ensdorf (Saar). Il est décédé le 27 novembre 2000 à Sulzbach/Saar. Helmlé est notamment le traducteur allemand des œuvres de Georges Perec, dont il était l'ami.

## Biographie
Eugen Helmlé nait à Ensdorf en 1927, dans une Sarre alors sous administration française. À 16 ans, il est exclu du système scolaire parce qu'il n'avait qu'un 6 en sport. En 1945, il est apprenti pâtissier,.
Il  étudie les langues romanes à l'Université de la Sarre à Sarrebruck, où il est maître de conférences en espagnol de 1970 à 1982.
Ses premières traductions, au début des années 1960, sont Zazie dans le métro de Raymond Queneau et Génousie de René de Obaldia ; puis, avec Ludwig Harig, son ancien camarade de classe, Exercices de style et Saint-Glinglin, toujours de Queneau.
S'ensuivent des centaines de traductions, principalement du français, et aussi de l'espagnol.
Il est nommé en septembre 1965 Régent du Collège de 'Pataphysique,, mais ne fait pas partie de l'Oulipo.
Dans les années 1970, il écrit de nombreux épisodes de la série radiophonique Papa, Charly hat gesagt… (de).
Le prix de traduction Eugen-Helmlé est créé en 2004 par la radio sarroise, la Fondation de l'Association de l'industrie métallurgique et électrique et la ville de Sulzbach, Il récompense alternativement un traducteur français et un traducteur allemand.

## Relations avec Georges Perec
Eugen Helmé prend contact avec Georges Perec en 1965 pour lui demander des précisons sur Les Choses, qu'il est en train de traduire. Lors de leur première rencontre, Hemlé fait remarquer à Perec, qui hésitait à « serrer la main d'un Allemand », qu'il a passé plus de temps comme Français que comme Allemand,. S'ensuit une longue collaboration et une longue amitié. Helmlé contribue à La Disparition avec un texte en allemand,. En mai 1967, Perec, Helmlé et Harig esquissent la première ébauche de ce qui devient la pièce radiophonique Die Maschine. D'autres réalisation communes suivent : Wucherungen (1969), Tagstimmen (1971) et Koncerstück für Sprecher und Orchester (1974).

« Je reçois d'Allemagne une lettre qui m'apprend que Eugen Helmlé est mort. Je lui avais écrit la veille.

Peu à peu, je comprends que je rêve et que Eugen Helmlé n'est pas mort. »

— Georges Perec, La Boutique obscure, rêve n° 11, octobre 1969
Leur correspondance est publiée en 2015.

## Œuvres

### Romans
- Im Nachtzug nach Lyon, Plasma, Berlin, 1993 (lipogramme en E et R – la voyelle et la consonne les plus utilisées en langue allemande[11])

« Nachmittags um fünf ging Lady B. ins Haus. Hannibal focht das nicht an, da Hannibals Sinn nicht nach Lady B. stand. Floh B., Lady B., Hannibal? Und falls ja, was hat Lady B. mit Hannibal zu tun? Das kommt, so hoff ich, ganz allmählich nach und nach ans Licht. Doch amtlich ist das nicht. Was ist schon amtlich? »

- Knall und Fall in Lyon, Plasma, Berlin, 1995 (lipogramme en E, puis en R)

### Traductions
Helmlé a traduit des œuvres  d'Émile Ajar, Marguerite Duras, Jean Echenoz, Romain Gary, René de Obaldia, Georges Perec, Raymond Queneau, Yasmina Reza, Georges Simenon, Roland Topor, Boris Vian et Martin Winckler.
Il a également traduit de l'espagnol Juan Goytisolo et Luis Martin Santos.

### Pièces radiophoniques avec Georges Perec
- 1968 : Die Maschine, première diffusion : Saarländischer Rundfunk, 13 novembre 1968. – Publié chez Reclam, Universal-Bibliothek n° 9352, 1972. Rééditionavec CD chez Gollenstein, 2001,  (ISBN 978-3-933389-25-1)   Écouter en ligne [archive]
- 1968 : Wucherungen (L'Augmentation), première diffusion : Saarländischer Rundfunk, 12 novembre 1968. Écouter en ligne [archive]
- 1971 : Tagstimmen, de Georges Perec et Philippe Drogoz, première diffusion : Saarländischer Rundfunk, 28 avril 1971. Écouter en ligne [archive]
- 1972 : Der Mechanismus des Nervensystems im Kopf (Fonctionnement du système nerveux dans la tête), première diffusion : Westdeutscher Rundfunk, 15 juin 1972
- 1974 : Konzertstück für Sprecher und Orchester, de Georges Perec et Philippe Drogoz, première diffusion : Saarländischer Rundfunk, 18 juillet 1974. Écouter en ligne [archive]
- 1987 : Der Kartoffelkessel (La Poche Parmentier), diffusion par la Saarländischer Rundfunk, la Südwestrundfunk et la Süddeutscher rundfunk le 15 octobre 1987. Écouter en ligne [archive]
- 1991: Der Teufel in der Bibliothek (Le Diable dans la bibliothèque), diffusion par la Norddeutscher Rundfunk en octobre 1991. Écouter en ligne [archive]

## Distinctions
- 1972 : Kunstpreis des Saarlandes[19].
- 1985 : Prix Lémanique de la Traduction de l'Université de Lausanne[20].